# Irena Głowaczewska
Irena Głowaczewska (ur. 20 maja 1935, zm. 1 listopada 2005 w Karczewie) – polska lekarz epidemiolog i działaczka społeczna, doktor nauk medycznych, w latach 1997–1999 podsekretarz stanu w Ministerstwie Zdrowia i Opieki Społecznej i Główny Inspektor Sanitarny.

## Życiorys
Ukończyła studia medyczne i obroniła doktorat, specjalizowała się w epidemiologii. Pracowała jako kierownik Wydziału Epidemiologii Wojewódzkiej Stacji Sanitarno-Epidemiologicznej w Warszawie, pełniła funkcję wiceprezes Zrzeszenia Polskich Stowarzyszeń Medycznych. Objęła funkcję szefowej Krajowego Centrum ds. AIDS. Od 24 grudnia 1997 do 23 listopada 1999 pełniła funkcję podsekretarz stanu w Ministerstwie Zdrowia i Głównego Inspektora Sanitarnego, później przeszła na emeryturę i doradzała jako ekspert w Krajowym Centrum ds. AIDS.
Współautorka książki Żyć z wirusem: Poradnik dla osób żyjących z HIV. W 1999 uhonorowana Czerwoną Kokardką. Zmarła wskutek nieuleczalnej choroby.